# Snjatyn
Snjatyn (in ucraino Снятин?, in polacco Śniatyń) è una città ucraina (9 718 abitanti) nel distretto di Kolomyja, nell'oblast' di Ivano-Frankivs'k. Ospita l'amministrazione della comunità territoriale di Snjatyn, una delle comunità territoriali dell'Ucraina
Fino al 18 luglio 2020 Snjatyn è stata il centro amministrativo del distretto di Snjatyn, abolito come parte della riforma amministrativa dell'Ucraina, che ha ridotto a sei il numero dei distretti dell'oblast' di Ivano-Frankivs'k. L'area del distretto di Snyatyn è stata fusa nel distretto di Kolomyja.